# Ali Ahn
Alison „Ali“ Ahn (* im 20. Jahrhundert in Pasadena, Kalifornien) ist eine US-amerikanische Schauspielerin.

## Leben und Karriere
Ahn wuchs in Pasadena, Kalifornien auf. Sie ist koreanischer Abstammung. 2003 machte sie ihren Abschluss in ihrer Tanz- und Theaterausbildung am College der Yale University. 2006 erhielt sie ihren Master in der Schauspielerei am California Institute of the Arts.
Im New Yorker Theater gab Ahn ihr Broadway-Debüt als Susan Johnston in den Heidi Chronicles mit Elisabeth Moss. Sie spielte Off-Broadway 2021 in Rajiv Joseph 's Letters of Suresh im Tony Kiser Theater at Second Stage Theater.
Im Fernsehen spielte Ahn wiederkehrende Charaktere in Serien wie Billions (2016–2018) und Orange Is the New Black (2018). Sie spielte die CEO des Biotechnologieunternehmens Suzanne Wu in der Netflix-Superhelden-Show Raising Dion (2019–2022). 2024 ist sie als Alice Wu-Gulliver in der Marvel-Serie Agatha All Along zu sehen.
Ahn lebt mit dem Schauspieler William Jackson Harper zusammen, seit sie 2012 in einer Outdoor-Produktion von Romeo und Julia in New York zusammen auftraten.

## Theater (Auswahl)
- 2007: Strike-Slip (Actors Theatre of Louisville), als Angie-Lee[10]
- 2007: The House of Bernarda Alba (Baruch Performing Arts Center, New York), als Adela[11]
- 2008: The Importance of Being Earnest (The Pearl Theater, New York), als Cecily Cardew
- 2009: Twelfth Night (The Pearl Theater, New York), als Viola
- 2009: Language Rooms (Susan Stein Shiva Theater, New York)
- 2011: The Spring Fling: 8 Brand New Plays (IRT Theater, New York)[12]
- 2011: The Sugar House at the Edge of the Wilderness (Ma-Yi Theater, New York)
- 2012: Romeo und Julia (Roger Sherman Baldwin Park, Greenwich), als Julia
- 2015: The Heidi Chronices (Music Box Theater, New York), als Susan Johnston[13]
- 2018: The Great Leap (Atlantic Theater, New York), als Connie[14]
- 2021: Letters of Suresh (Tony Kiser Theater, New York), als Melody Park[15]

## Filmografie (Auswahl)
- 2006: That Simple (Kurzfilm)
- 2006: Present: A Moment in the Future (Kurzfilm)
- 2008: Love (Kurzfilm)
- 2009: In The Waiting Room (Kurzfilm)
- 2010: Ugly Betty (Fernsehserie, Folge 4x13)
- 2010: H.M.S.:White Coat (Fernsehfilm)
- 2010: Law & Order: Special Victims Unit (Fernsehserie, Folge 12x02)
- 2011: Louie (Fernsehserie, Folge 2x10)
- 2012: Liberal Arts
- 2013: White Collar (Fernsehserie, 2 Folgen)
- 2013: Zero Hour (Fernsehserie, Folge 1x05)
- 2013: Blue Bloods – Crime Scene New York (Blue Bloods, Fernsehserie, Folge 4x07)
- 2014: Black Box (Fernsehserie, 5 Folgen)
- 2015: Love Life (Kurzfilm)
- 2015: Nurse Jackie (Fernsehserie, Folge 7x08)
- 2015: Odd Mom Out (Fernsehserie, 4 Folgen)
- 2015: The Girl in the Book
- 2015: Benders (Fernsehserie, Folge 1x06)
- 2016–2018: The Path (Fernsehserie, 27 Folgen)
- 2016–2018: Billions (Fernsehserie, 6 Folgen)
- 2017: Landlin
- 2017: Lost Cat Corona
- 2017: The Breaks (Fernsehserie, 8 Folgen)
- 2017: Supernatural (Fernsehserie, 3 Folgen)
- 2018: We Win (Kurzfilm)
- 2018: Hammerhead (Fernsehfilm)
- 2018: Orange Is the New Black (Fernsehserie, 3 Folgen)
- 2019: Lucky Grandma
- 2019: Upper (Kurzfilm)
- 2019: Anya
- 2019–2022: Raising Dion (Fernsehserie, 16 Folgen)
- 2019–2023: The Other Two (Fernsehserie, 4 Folgen)
- 2020: The Scottish Play
- 2020: Social Distance (Miniserie, Folge 1x05)
- 2020: The Non-Essentials (Fernsehserie, Folge 1x09)
- 2020: Next (Fernsehserie, 7 Folgen)
- 2021: The Curse (Kurzfilm)
- 2022: Little Demon (Fernsehserie, 4 Folgen, Stimme als Arabella, Mabel und Lilith)
- seit 2023: Diplomatische Beziehungen (The Diplomat, Fernsehserie)
- 2024: Agatha All Along (Fernsehserie, 6 Folgen)

## Musik
- 2024: Soundtrack Agatha All Along, The Ballad of the Witches Road (Cover Version) und The Ballad of the Witches Road (Sacred Chant Version)[16]